# 三麗鷗

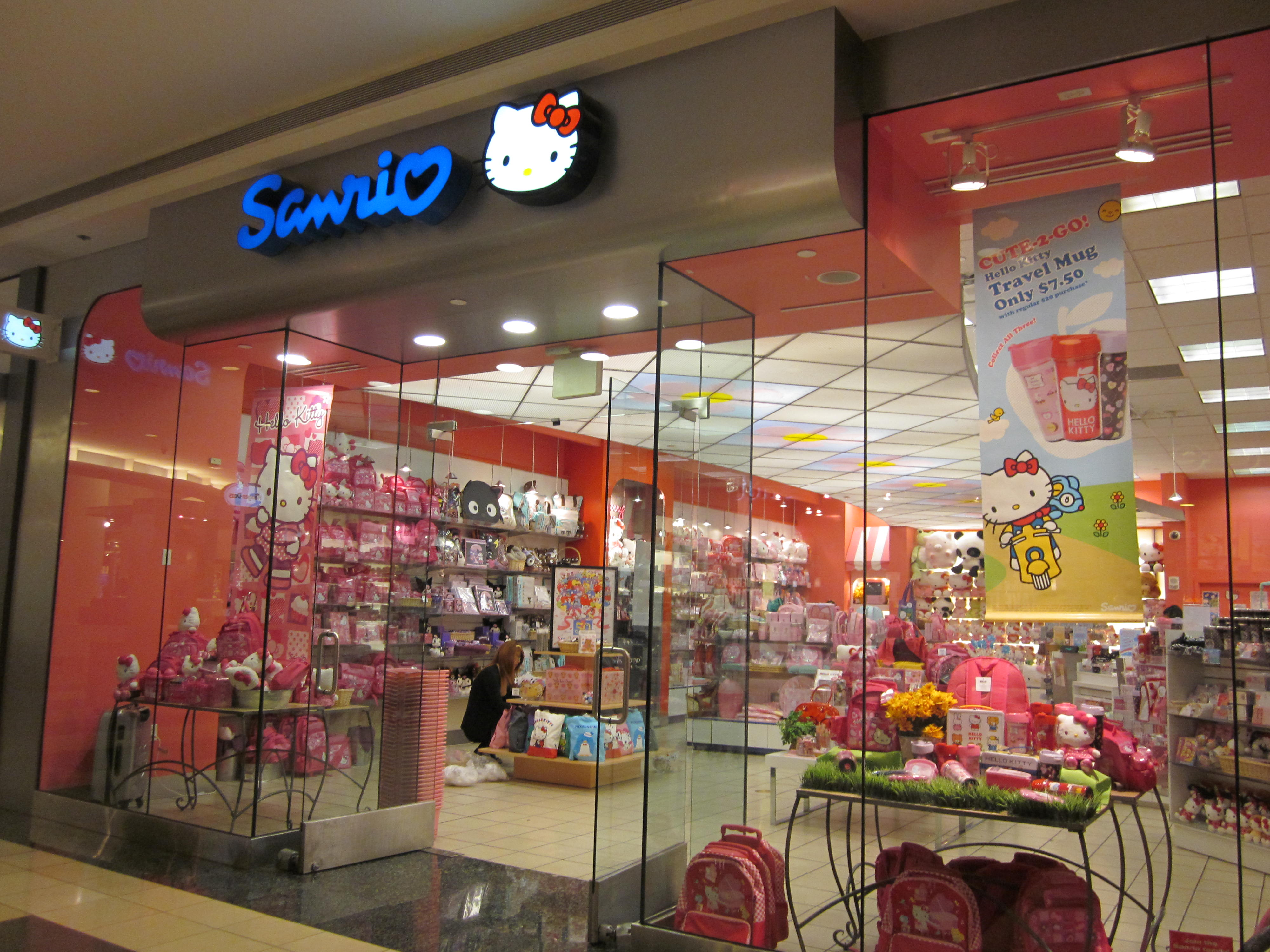
三麗鷗門市

三麗鷗（日语： Sanrio）是一家日本公司，設計及生產Hello Kitty等卡通形象精品。
三麗鷗於1960年8月10日由原在山梨縣任職的公務員辻信太郎辭職後創立，初期名為「山梨絲綢中心株式會社」，經營絲製品。1973年改為設計卡通人物，並更改公司名稱為「株式会社サンリオ」，日文名稱來自「山梨」之音讀、「噢」，洋文名稱來自西班牙文「San」（聖）、「Rio」（河）。
2020年6月12日，三麗鷗宣布高齡92歲的創辦人暨社長（總經理）辻信太郎自同年7月1日起升任會長（董事長），因長子辻邦彥於2013年因心臟病與世長辭，由其31歲的孫子辻朋邦接任社長（總經理）。

## 旗下主要卡通人物
- 凯蒂猫（ハローキティ，1974年）
- 双星仙子（リトルツインスターズ，1975年）
- （1975年）
- 山姆企鵝（1979年）
- 大口仔（みんなのたあ坊，1984年）
- 人魚漢頓（ハンギョドン，1985年）
- 茉莉兔（日语：マロンクリーム）（1985年）
- 大眼蛙（けろけろけろっぴ，1987年）
- （1989年）
- 貝克鴨（日语：アヒルのペックル）（1989年）
- 淘氣猴（日语：おさるのもんきち）（1991年）
- （1993年）
- 巧克貓（日语：チョコキャット）（1995年）
- （1996年）
- （1997年）
- 新幹線（[しんかんせん] 错误：{{Lang}}：无效参数：|3=（帮助），1999年）
- 丹尼爾（[ディアダニエル] 错误：{{Lang}}：无效参数：|3=（帮助），1999年）
- （2001年）
- （2001年）
- 恰咪（2004年）
- 蜜糖邦尼（シュガーバニーズ，2004年）
- （2005年）
- Cinnamoangels（シナモエンジェルス，2005年）
- 拿鐵熊（日语：てのりくま）（2005年）
- 棉花糖（日语：マシュマロみたいなふわふわにゃんこ）（2006年）
- Pankunchi（ぱんくんち，2007年）
- 寶石寵物（ジュエルペット，2008年）
- （2013年）
- 衝吧烈子（アグレッシブ烈子，2015年）
- 毛毯熊莫普 （まるもふびより，2017年）

## 外部連結
- サンリオ公式サイト （页面存档备份，存于）
- 三麗鷗的X（前Twitter）
- 三麗鷗的Facebook專頁
- YouTube上的三麗鷗頻道
- サンリオオンラインショップ的Instagram帳戶
- Sanrio的Instagram帳戶（英文）